# Mi adorada Malena
Mi adorada Malena est une télénovela qui a été diffusée en 2007 sur internet grâce à Univision et Unilever (fabricant du produit Caress Exotic Oil Infusions body washes présent dans la télénovela). C'est la première télénovela de forme vraiment interactive.

## Synopsis
L'action se concentre sur Malena Ferreira, une jeune femme forte, belle et exotique qui est aussi un mannequin pour la promotion du fameux produit de toilette, Caress Exotic Oil Infusions. Mateo et Leonardo complètent le trio amoureux. En effet, Mateo admire en secret Malena mais il exerce un métier dangereux qui influencera la suite de l'histoire. Quant à Leonardo, il est le fiancé officiel de Malena et un psychologue célèbre qui cache un secret...

## Distribution
- Cynthia Olavarría : Malena Ferreira (Protagoniste)[1]
- Julián Gil : Cristobal Carvajal et Mateo (Protagoniste)[2]
- Bernie Paz : Leonardo del Castillo (Protagoniste)[3]
- Joemy Blanco : Rebeca[4]
- Carlos Guerrero : Détective Morales
- Marlene Marcos : Détective Hernandez
- Vivian Ruiz : Renata
- Camilo Sáenz : Sebastian
- Nicholas Simmons : Officier d'arrestation de police
- Eduardo Wasveiler : Officier

## Fiche technique
- Daniel S. Rogers : Direction artistique
- Niema Hulin : Coordination de la production
- Allison Fusaro : Costumes

## Curiosités
Les spectateurs avaient la possibilité d'interagir et d'influencer les épisodes : l'intrigue, les personnages et la marque Caress, comme jamais auparavant. Pour la première fois dans l'histoire d'Univision, ils pouvaient voter pour l'une des deux fins proposées enregistrées à l'avance et choisir ce qu'ils pensaient être le meilleur sort pour le personnage principal. Cette série comporte toutes les caractéristiques des novelas par les aspects dramatique et romantique. Elle compte 6 épisodes et a débuté le 10 juillet 2007 sur univision.com. Elle a été élaborée dans le but d'aider au lancement du produit Caress et célèbre les femmes latines fortes et séduisantes.
Cette telenovela a généré une forte participation des spectateurs et une telle audience, si bien qu'Univision l'a adapté en un format d'une heure qui a été diffusée en décembre 2007.